# 고부군
| Daedongyeojido (Gyujanggak) 17-05.jpg |  |
|                                       |  |

고부군(古阜郡)은 정읍시 고부면, 덕천면, 소성면, 영원면, 이평면, 정우면과 부안군 백산면 일대에 있었던 옛 고을이다. 동학농민운동의 진원지로 유명하다.

## 역사
삼한시대에 마한의 고비리국이 백제에 점령되면서 고사부리군으로 바뀌었고, 이를 한자화하면서 고부라는 이름이 탄생하였다.

### 1914년 이후
조선 총독부의 강제에  의한 1914년의 행정구역과 현재의 행정구역 비교
| 조선총독부령 제111호 |             |             |                                                                |
| 구 행정구역 | 신 행정구역 | 신 행정구역 | 신 행정구역                                                    |
| 고부군 남부면(南部面) 상평리/하평리/남산리/외남리/허문리 일부/남정리 일부/(동부면)허문리 일부, 작산리/관청리/기동/신기리/송정리 일부/(서부면)송정리/청룡리/구고리, 영광리/남정리 일부/허문리 일부/남복리 일부, 안영리/덕안리/진선리/육선리/회동 일부/진장리 일부/입석리 일부, 토정리/신정리/분토리/신화리/만화리 일부/신중리 일부/(서부면)서고리, 해항리/학항리/탑동/신룡리/앵등리/남흥리/운흥리/(동부면)발입리 일부, 신장리/성촌/입석리 일부/진장리 일부/만화리 일부 | 정읍군      | 고부면      | 고부리, 관청리, 남복리, 덕안리, 만화리, 용흥리, 입석리         |
| 고부군 서부면(西部面) 용등리/강고리 일부/종암리 일부/마항리 일부/(남부면)신중리 일부, 백운리/구룡리/용수리/반룡리/노승리/용출리/초하리/서룡리/화산리 일부/중리 일부/(성포면)금동리 일부/(흥덕군 일동면)양협리 일부, 죽교리/주산리/강고리 일부/(남부면)신중리 일부/구중리, 용회리/파산리/도산리/홍원리 일부/(남부면)송정리 일부/서흥리 일부/(부안군 입상면)영수리 일부/진영동 일부/(부안군 건선면)율지리 일부 | 정읍군      | 고부면      | 강고리, 백운리, 신중리, 신흥리                                 |
| 고부군 북부면(北部面) 흔랑리/미전리 일부/앵성리 일부/덕성리 일부/(덕림면)신광리 일부/대흥리 일부/인천리 일부/표정리 일부, 금곡리/학송리/서당리/태동/신평리/운학리, 갈선리/두만리/신탑리/탑립리/모산리/지사리/은선리, 신성리/주천리/덕성리 일부/미전리 일부/(궁동면)장재리 일부/백양리 일부/청량리 일부/(거마면)쌍교리 일부 | 정읍군      | 영원면      | 앵성리, 운학리, 은선리, 장재리                                 |
| 고부군 동부면(東部面) 신영리/은동/발입리 일부/부지리 일부, 청용리/음지리/등전리/양지리/월천리/장문리/허문리 일부/(남부면)남복리 일부, 연지리/풍촌 일부/월현리 일부/(서부면)홍원리 일부/(덕림면)율포리 일부, 효죽리/가납리/후지리/용동/신기리/부지리 일부/풍촌 일부/(북부면)효문리 | 정읍군      | 영원면      | 신영리, 장문리, 풍월리, 후지리                                 |
| 고부군 소정면(所井面) 복룡리 일부/신기리 일부/공평리 일부/(정읍군 서이면)하평리 일부/하모리 일부/농소리 일부, 등계리/내기리/대동, 상만리/하만리/주안리/서당리 일부, 구암리/신덕리/상흑리/성동/금구리/용계리 일부/정문리 일부/하흑리 일부/공평리 일부/(우덕면)대암리 일부, 주동/반월리/향자리 일부/와룡리 일부/대마리 일부, 광산리/중광리/소원리/(성포면)원청리/상정리 일부/(소정면)신광리 일부/(흥덕군 이동면)작천리 일부, 신흥리/흑암리/하흑리 일부/정문리 일부/용계리 일부 | 정읍군      | 소성면      | 공평리, 등계리, 만수리, 용계리, 주천리, 중광리, 흑암리         |
| 고부군 성포면(聲浦面) 소교리/대고리/대석리/석우리/주정리/신연리/재경리/양천리/연동 일부/화룡리 일부/저동 일부/(남부면)회동 일부/(서부면)종암리 일부/(소정면)서당리 일부, 후천리/기린리 일부/원두리 일부/(흥덕군 일동면)조동 일부, 보화리/와석리/원두리 일부/하정리 일부/계동 일부/입석리 일부/(소정면)춘수리 일부/(흥덕군 일동면)금평리 일부/와석리 일부, 봉양리/필동/정동/율치리/당산리/문동/안양리/(정읍군 서일면)안양동 일부/엄동리 일부/(흥덕군 일동면)용전리 일부, 신천리/삼거리/저동 일부/(소정면)부안리 일부/춘수리 일부/서당리 일부, 막촌/계화리/죽동/애당리 일부/두암리 일부/용산리 일부/작천리 일부/(흥덕군 이동면)은동 일부/죽동 일부, 기동/외동리/상정리 일부/하정리 일부/용산리 일부/대안리 일부/입석리 일부/계동 일부/(소정면)신광리 일부, 산교리/전곡리/구생리/용전리/화룡리 일부/금동리 일부/연동 일부                 | 정읍군      | 소성면      | 고교리, 기린리, 보화리, 봉양리, 신천리, 애당리, 용정리, 화룡리 |
| 고부군 답내면(畓內面) 월평리/금학리/덕정리/한교리/도계리/신장리 일부/산매리 일부, 포용리/운전리/황전리/국정리/창전리 일부/두전리 일부/마항리 일부/금반리 일부/(궁동면)석지리 일부, 두지리/무릉리/도원리/상신리/중신리/하신리 일부/현동 일부/화랑리 일부/평령리 일부/(오금면)오신리 일부, 연화리/석전리/마항리 일부/금반리 일부/창전리 일부/상송리 일부/하송리 일부, 돈지리/장춘리/산신리/산매리 일부/한수리 일부/(궁동면)신송리 일부, 팔선리/석정리/용전리/서산리 일부/현동 일부/예동 일부/(수금면)신복리 일부/(오금면)각목리 일부/오신리 일부, 세곡리/지지리/평령리 일부/한수리 일부/화랑리 일부/(궁동면)지지리 일부, 목교리/예동 일부/상송리 일부/하송리 일부/서산리 일부 | 정읍군      | 이평면      | 도계리, 두전리, 두지리, 마항리, 산매리, 팔선리, 평령리, 하송리 |
| 고부군 궁동면(宮洞面) 송곡리/장내리/사거리/월산리 일부/석지리 일부/(답내면)금반리 일부/(거마면)소수리 일부/월상리 일부, 송산리/소송리/광사리/주산리/신송리 일부, 신월리/연지리/도천리/궁월리/청량리 일부/백양리 일부 | 정읍군      | 이평면      | 장내리, 창동리, 청량리                                         |
| 고부군 우덕면(優德面) 천곡리/동곡리/부례리/내오리/외오리/수침리 일부/효죽리 일부/신정리 일부/대암리 일부/(우일면)석교리 일부/(소정면)복룡리 일부, 상학리/학전리/동죽리/용곡리/학림리/하학리 일부, 용전리/시목리/배장리/연촌/쌍정리/내촌/두지리/만종리/(우일면)송덕리 일부, 중학리/장문리/신복리/가정리/하학리 일부/(답내면)신장리 일부 | 정읍군      | 덕천면      | 망제리, 상학리, 우덕리, 하학리                                 |
| 고부군 달천면(達川面) 야리/용두리/영달리 일부/산우리 일부/(우일면)야리 일부/(우덕면)제우리, 신월리/삼봉리/쌍봉리/부정리/송산리/영달리 일부/산우리 일부/(우덕면)신기리 | 정읍군      | 덕천면      | 달천리, 신월리                                                 |
| 고부군 우일면(雨日面) 오산리/점촌/분토동/원당리/두현리/단촌/이문리/(정읍군 북면)한교리 일부, 야리 일부/유대리 일부/송덕리 일부, 성동/내기리/도찬리/남산리 일부, 화야리/가전리/순목리/조동/부동/마동/한교리/(정읍군 북면)한교리 일부, 가곡리/석교리 일부/송덕리 일부/(정읍군 북면)방하리 일부/기산리 일부/효죽리 일부/신정리 일부/수침리 일부 | 정읍군      | 우순면      | 남산리, 대산리, 우일리, 화해리, 영파리                         |
| 고부군 장순면(長順面) 시동/송배리/비선리/서당리/소산리/사포리 일부/원두리 일부/사거리 일부/망담리 일부/(우일면)남산리 일부, 송내리/신기리/양지리/내장리/후복리/외장리 일부/천덕리 일부/망담리 일부, 장재리/석만리/영춘리/여정리/산정리/석거리/연동/화복리/상학리 일부/사포리 일부/사거리 일부/원두리 일부/(정읍군 북면)사거리 일부/(태인군 서촌면)주산리 일부/서재리 일부, 창납리/연봉리/연지리/신성리 일부/천덕리 일부/외장리 일부/망담리 일부/(우일면)유대리 일부/(수금면)좌두리 일부 | 정읍군      | 우순면      | 우산리, 장순리, 장학리, 초강리                                 |
| 고부군 벌미면(伐未面) 배양리/대사리/마동/(태인군 북촌면)이리 일부, 산북리/소사리/삼산리/(수금면)대정리/신복리 일부/삼동 일부/(답내면)예동 일부/(태인군 북촌면)이리 일부/상삼리 일부/오리 일부, 덕성리/화천리 일부/덕촌 일부/(태인군 서촌면)주산리 일부, 괴동/와룡리/신기리/정토리/회룡리 일부/(수금면)규촌 일부 | 정읍군      | 정토면      | 대사리, 산북리, 화천리, 회룡리                                 |
| 고부군 수금면(水金面) 신흥리/월성리/삼동 일부/좌두리 일부/야리 일부/규촌 일부/(오금면)각목리 일부/(장순면)신성리 일부 | 정읍군      | 정토면      | 수금리                                                         |
| 고부군 오금면(梧琴面) 오정리/대양리/양지리/대동/각목리 일부/오신리 일부/(우일면)야리 일부/(수금면)신복리 일부/(답내면)하신리 일부 | 정읍군      | 정토면      | 오금리                                                         |
| 고부군 백산면(白山面) 금판리/신성리/신복리/고잔리/고신리/금호리/팔왕리 일부/신금리 일부/감상리 일부/(덕림면)석천리 일부/신포리 일부/(김제군 홍산면)흑곶리 일부/상포리 일부, 신화리/용계리/회포리/산내리/감상리 일부/석동리 일부/봉선리 일부/용출리 일부/백선리 일부/백산리 일부/팔왕리 일부/신금리 일부/(김제군 부량면)신정리 일부/구정리 일부/사정리 일부/(태인군 용산면)정길리, 내촌리/봉서리/곡신리/원천리/(거마면)월평리 일부/(태인군 용산면)고잔리 일부 | 부안군      | 백산면      | 금판리, 용계리, 원천리                                         |
| 고부군 거마면(巨麻面) 거룡리 일부/산전리 일부/남평리 일부/하청리 일부/(백산면)용출리 일부, 송월리/석교리/월평리 일부/남평리 일부/대수리 일부/소수리 일부/월상리 일부/수성리 일부/거룡리 일부/산전리 일부/하청리 일부/(궁동면)석지리 일부/월산리 일부, 국성리/대죽리/응봉리 일부/쌍교리 일부/사거리 일부/(궁동면)청량리 일부/장재리 일부, 덕신리 일부/대산리 일부/임방리 일부/평교리 일부/(백산면)백산리 일부/(부안군 상동면)묵정리 일부, 신기리/광북리/신평리/광상리 일부/(덕림면)구야리 일부, 계동리/반월리/대산리 일부/임방리 일부/오곡리 일부/초장리 일부/거룡리 일부/(백산면)용출리 일부/백선리 일부/봉선리 일부/석동리 일부/백산리 일부, 외거리/제내리/죽림리/평교리 일부/금추리 일부/봉동리 일부/초장리 일부/임방리 일부/응봉리 일부, 괴정리/하청리 일부/수성리 일부/사거리 일부/봉동리 일부/오곡리 일부/거룡리 일부/대수리 일부 | 부안군      | 백산면      | 거룡리, 대수리, 대죽리, 덕신리, 신평리, 오곡리, 평교리, 하청리 |
| 고부군 덕림면(德林面) 죽림리/신야리/신광리 일부/구공리 일부/대흥리 일부/하구리 일부/구야리 일부/(북부면)앵성리 일부/(부안군 하동면)석하리 일부/(부안군 소산면)사정리 일부/공장리 일부 | 부안군      | 백산면      | 죽림리                                                         |

- 고부면(古阜面)은 1914년 고부군 전역이 정읍군에 통폐합되면서 기존 군의 중심지였던 남부면(南部面)과 서부면(西部面)을 합하여 군 이름을 따왔다.
- 소성면(所聲面)은 고부군 소정면(所井面)과 성포면(聲浦面)을 합하여 두 면의 이름을 따와 소성면이라 하였다.
- 영원면(永元面)은 고부군 북부면(北部面)과 동부면(東部面)울 1914년 병합할 때, 과거 북부면 태동(台洞)에 있었던 瀛原驛(영원역)에서 이름을 따왔고, 이름은 같지만 한자 획수를 줄인 (永元)으로 바꾼 것이다.
- 덕천면(德川面)은 고부군 우덕면(優德面)과 달천면(達川面)을 합하여 두 면의 이름을 따와 덕천면이라 하였다.
- 이평면(梨坪面)은 고부군 답내면(畓內面)과 궁동면(宮洞面)을 합하여 이 곳 평야 이름을 따서 이평면으로 개칭한 것이다.
- 정우면(淨雨面)은 우일면(雨日面), 장순면(長順面), 벌미면(伐未面), 수금면(水金面), 오금면(梧琴面) 구역인데, 1914년 행정구역 개편 때에 우일면과 장순면을 우순면(雨順面)으로, 벌미면, 수금면, 오금면을 합하여 이곳 중심부에 있는 정토산(淨土山)의 이름을 따서 정토면(淨土面)으로 병합하여 각각 정읍군에 편입하였다. 1935년 4월 1일 우순면의 화해리(花海里), 남산리(南山里), 영파리(暎波里)를 북면(北面)에 편입하고, 나머지 두 면을 병합하여 정우면(淨雨面)이라 하였다.
- 백산면(白山面)은 고부군 백산면, 거마면, 덕림면이 백산면으로 통합되어, 유일하게 부안군으로 이속된 지역이다.
- 삼한시대에 고비리국(古離卑國)이 있었다. 서기 4세기 경 백제의 지배하에 들어가면서 고사부리군(古沙夫里郡)이라 불리었다.
- 백제가 신라에 패망하자 당나라가 부당하게 백제고토를 가로채 660년 웅진 도독부를 설치했지만 676년 신라가 탈환하여 신라의 영토로 합병되었다.
- 고려시대인 936년 고려 태조 19년에 영주(瀛州)라고 칭하고 관찰사가 파견되었으며, 951년 광종 2년 안남도호부(安南都護府)로 개칭했다가, 다시 1019년 고려 현종 10년 고부군으로 복구되었다. 고부군은 속군인 대산군을 비롯해 보안(保安)·부령(扶寧)·정읍(井邑)·인의(仁義)·상질(尙質)·고창(高敞) 등 6개의 속현을 거느렸다.
- 1894년 조선 고종 31년 고부군수 조병갑(趙秉甲)의 압정으로 발생한 고부 농민봉기는 전봉준(全琫準)과 손화중(孫華仲)을 중심으로 제폭구민(除暴救民)과 보국안민(輔國安民)의 기치를 든 동학농민운동으로 확산되었다. 한 때 전주성을 탈환하고 전라남도, 충청남도 일대에까지 진출하였으나 일본군의 간섭으로 공주 우금치 전투에서 패배함으로써 실패로 끝났다.
- 1895년 23부(府)제로 행정구역이 재편되면서 군으로 승격되어 전주부에 이속되었으나, 이듬해 전라북도로 환원되었다.
- 일제 조선 총독부의 강데에 의하여 1914년 부군면 통폐합 시행으로 백산면, 거마면, 덕림면은 부안군으로, 그 밖의 전 지역은 정읍군에 통합되어 폐지되었다.